# Jazz på svenska
Jazz på svenska är ett musikalbum av den svenske jazzpianisten Jan Johansson utgivet 1964. Georg Riedel medverkar som basist. Albumet är Sveriges mest sålda jazzskiva, som både prisats och rosats.
Albumet består av melodier från svensk folkmusik i jazzarrangemang och det mest berömda stycket torde vara öppningsnumret "Visa från Utanmyra". I albumet ingår också "Emigrantvisa", "Polska från Medelpad" och "Polska efter Höök Olle". På samma tema med folkmelodier i jazzarrangemang gav Johansson ut Jazz på ryska (1967) och Jazz på ungerska (1968).

## Koncept och produktion

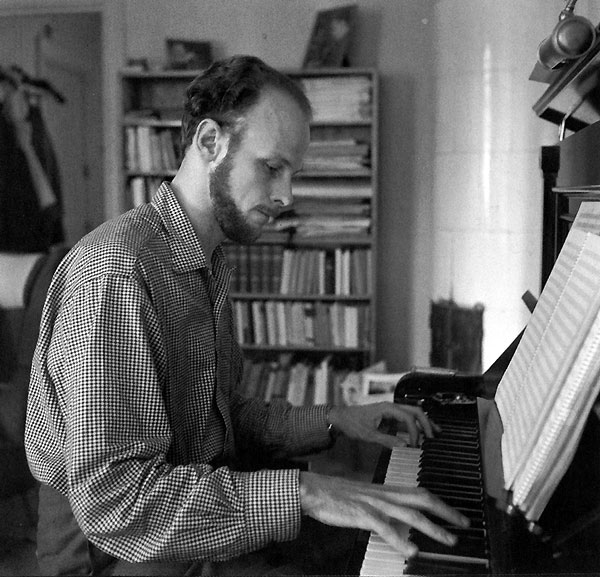
Jan Johansson 1965.

Jazz på svenska gavs ursprungligen ut av skivbolaget Megafon på tre EP-skivor och samlades senare på en LP. LP:n kom att bli Sveriges genom tiderna mest sålda jazzskiva, och samma år som albumet släpptes beskrevs försäljningssiffrorna i dagspressen som "sensationella". Totalt har den har sålts i nästan en halv miljon exemplar.:4m00s
På albumet har Johansson improviserat melodier från den svenska och/eller nordiska folkmusiken och kombinerat dem med jazzmelodier, något som Lars Gullin redan hade gjort på 1950-talet.

## Mottagande
Albumet har fått mycket positiv kritik från flera kunniga inom musikvärlden. Det har beskrivits som ett av de främsta jazzverken som har släppts i Sverige och har även hamnat på listor över bästa jazzalbum.
Musikmagasinet Liras redaktionsblogg rankade det som det mest betydelsefulla svenska jazzalbumet, och Sonic Magazine rankade skivan som det tredje bästa svenska albumet någonsin 2013.

## Eftermäle
I början av 2000-talet övertogs rättigheterna av Jan Johanssons söner Anders och Jens Johansson. Efter faderns död har sönerna framfört egna versioner av albumet.
År 2005 gavs en ommixad och remastrad version av skivan ut på deras bolag Heptagon Records. På denna utgåva finns fyra bonusspår, och dessutom samtliga tagningar och studiosamtal i MP3-format.
Albumen Jazz på svenska och Jazz på ryska återutgavs 1988 av Megafon på cd under namnet Folkvisor.
"Berg-Kirstis polska" användes som signaturmelodi i TV-serien Hem till byn.
I samband med 60-årsjubileet av skivans utgivning har den framförts och omtolkats, bland annat på jazzklubben Fasching.

## Låtlista
| Nr           | Titel                           | Längd |
| ------------ | ------------------------------- | ----- |
| 1.           | Visa från Utanmyra              | 4:30  |
| 2.           | Gånglek från Älvdalen           | 1:56  |
| 3.           | Polska från Medelpad            | 2:27  |
| 4.           | Visa från Rättvik               | 3:18  |
| 5.           | Brudmarsch efter Larshöga Jonke | 2:00  |
| 6.           | Vallåt från Jämtland            | 1:51  |
| 7.           | Emigrantvisa                    | 3:25  |
| 8.           | Berg-Kirstis polska             | 3:25  |
| 9.           | Leksands skänklåt               | 2:56  |
| 10.          | Gammal bröllopsmarsch           | 3:41  |
| 11.          | Visa från Järna                 | 1:18  |
| 12.          | Polska efter Höök Olle          | 2:24  |
| Total längd: | Total längd:                    | 33:46 |

Bonusspår på nyutgåvan 2005
- Visa från Utanmyra – 4:32
- Gånglek från Älvdalen – 1:58
- Leksands skänklåt – 3:04
- Emigrantvisa – 3:13

Inspelningsdatum
28 februari 1962 – låt nr 1, 6, 9 (MFEP 10, som också hade en tidigare inspelning av Emigrantvisan med trio)
18 oktober 1963 – låt nr 3–5, 8 (MFEP 13)
6 maj 1964 – låt nr 2, 7, 10–12 (MFEP 15)

## Medverkande
- Jan Johansson – piano
- Georg Riedel – bas[20]
- Olle Swembel – ljudtekniker